# 珊瑚眼鏡蛇
珊瑚眼镜蛇（Aspidelaps lubricus），又称开普眼镜蛇或开普珊瑚眼镜蛇，是属于眼镜蛇科的一种毒蛇，该物种是南部非洲的独有物种。

### 注解
1. ↑  Cape coral snake
2. ↑  Cape coral cobra